# 가출
가출(家出)은 가정을 버리고 집을 나가는 행동을 말한다. 가출은 가정적인 냉담이나 생활의 불안정을 견디지 못하여 현재 자기가 직면하고 있는 정신적인 갈등을 해결하기 위해서나, 자기의 생활 목표를 실현하기 위하여 가정에서 떠나 안주할 장소를 구하려고 하는 도피행동이라고 할 수 있다. 특히 현대사회에서는 경제적으로도 사회적으로도 인간에게 불만이나 불평이 생기기 쉽고, 정신적 갈등이 일어나기 쉬운 상황에 있다. 이른바 인간소외라는 상태가 생활 속에 침투하여 가족관계가 불안정하게 되고 차갑게 되기가 쉽다.
가출 중에는 돈벌이를 떠난 뒤 가족들을 유기하고 행방불명이 되는 경우나, 생활이나 인간관계 혹은 지역사회에서의 구속 등 귀찮은 것에서 도피하여 이른바 '증발'하듯이 갑자기 그 때까지의 생활 전부를 포기하고 가출하는 경우도 있다. 농어촌 지역의 청소년이나 매스컴 등의 영향으로 도시를 동경하여 가출하는 경우나, 친구들의 꾐에 빠져 가출하는 경우, 또는 가정불화로 자포자기적으로 가출하는 경우도 있다.가출은 위기로부터 벗어나 생존하려는 생존활동이다. 위기는 돌봄, 폭력, 학대, 방관, 이혼 등 다양하다.

## 같이 보기
- 의절